# Hyposoter validus
Hyposoter validus är en stekelart som först beskrevs av Pfankuch 1921.  Hyposoter validus ingår i släktet Hyposoter och familjen brokparasitsteklar. Inga underarter finns listade i Catalogue of Life.